# 105
| [ Edytuj tabelę ] |                                             |
| Cesarz Chin       | - 88 Han Hedi 106                           |
| Król Daków        | - 87 Decebal 106                            |
| Władca Korei      | - 53 T’aejodae 146                          |
| Król Nabatei      | - 70 Rabel II Soter 106                     |
| Papież            | - 101 Ewaryst 109                           |
| Król Partów       | - 78 Pakorus II 105 - 105 Wologazes III 147 |
| Cesarz Rzymu      | - 98 Trajan 117                             |

Rok 105 / CV
stulecia: I wiek ~
II wiek ~
III wiek

lata: 95 «
100 «
101 «
102 «
103 «
104 «
105
» 106
» 107
» 108
» 109
» 110
» 115

## Wydarzenia
- Chiński urzędnik Cai Lun wynalazł papier czerpany. Wykorzystał do tego celu bambus, sieci rybackie i lniane szmaty. Chińczykom udało się utrzymać technologię produkcji papieru w tajemnicy przez następnych 700 lat.
- Kwintus Pompejusz Falco rzymskim legatem Judei.
- Początek II wojny dackiej.
- Rzymianie upuścili obóz Vindolanda w Brytanii.
- Sedecjon został biskupem Bizancjum.
- Trajan ukończył budowę portu w Ostii.
- Wologazes III został królem Partów.

## Urodzili się
- Han Shangdi, małoletni cesarz Chin w 106 (zm. 106).

## Zmarli
- Gnaeus Pompeius Longinus, rzymski senator (ur. ≈50).
- Pakorus II, król Partów.
- Plutarch, biskup Bizancjum.